# Patio de la Montería

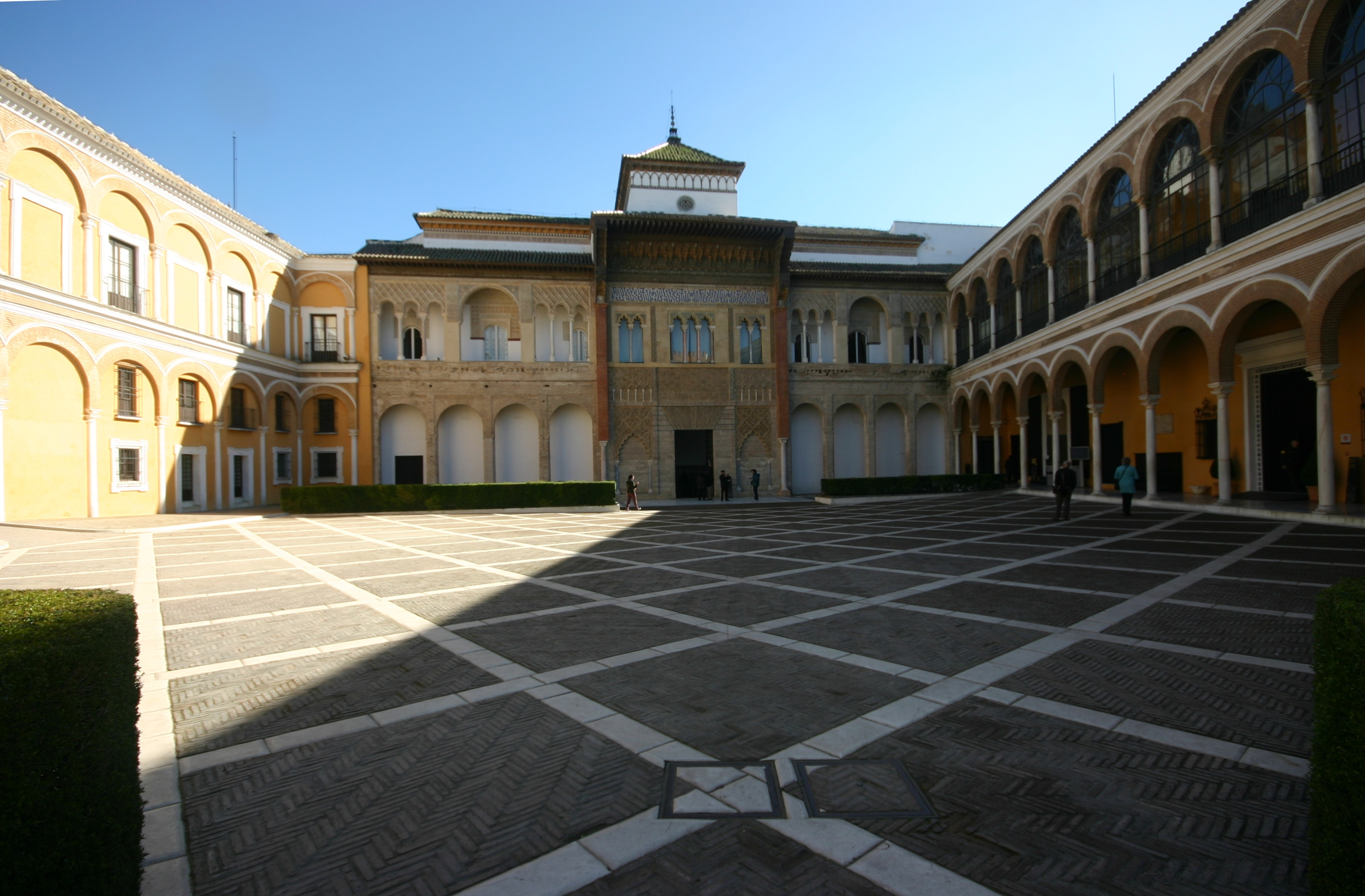
Patio de la Montería.

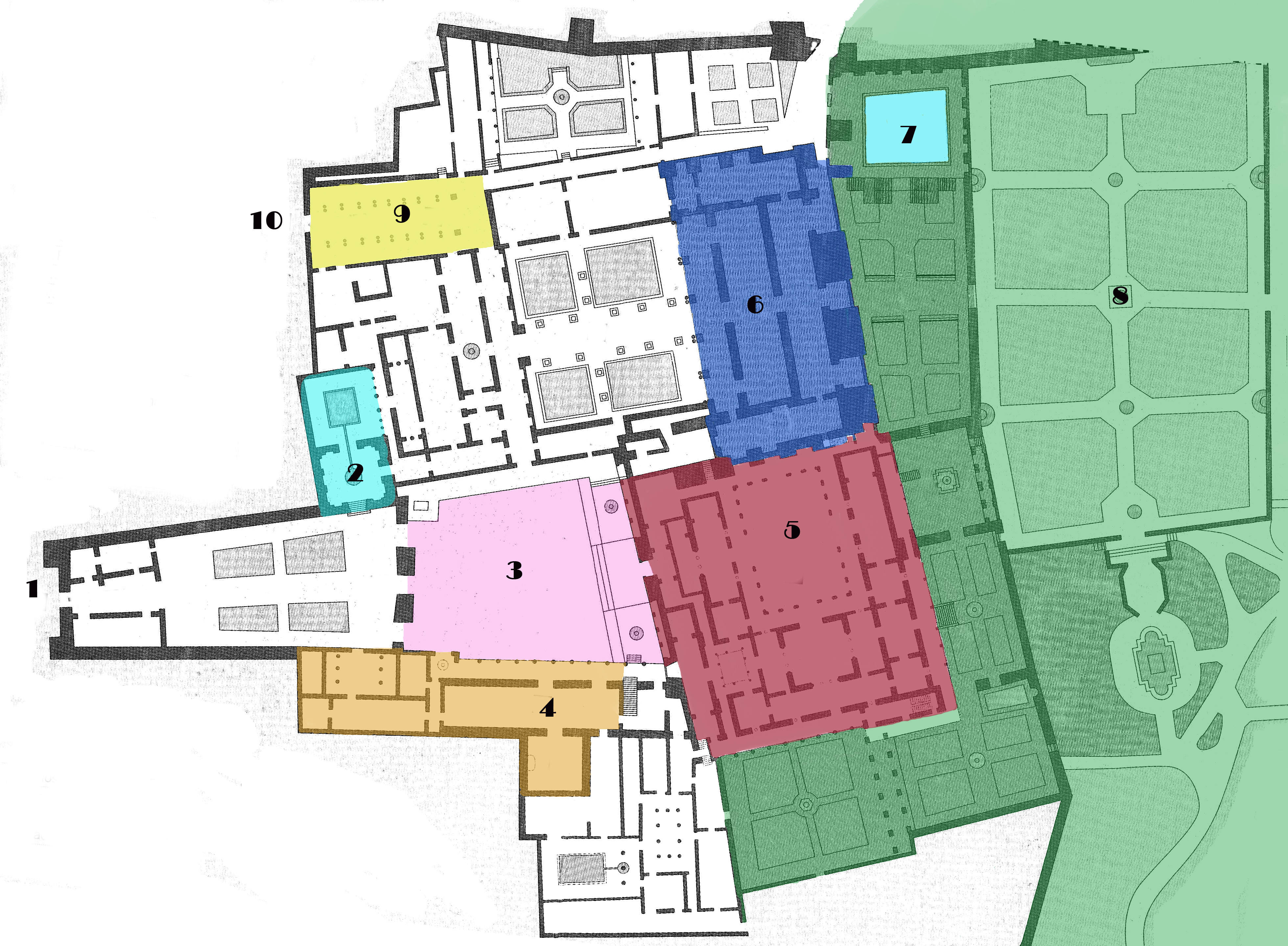
En color rosa el Patio de la Montería.

El Patio de la Montería forma parte del complejo monumental del Real Alcázar de Sevilla. Se accede al patio a través de la puerta del León, en la plaza del Triunfo; traspasada la puerta se ubica el Patio del León , contiguo a este, y separado por un muro de triple entrada, aparece el Patio de la Montería, una de las zonas más bonitas del Alcázar.
Debe su nombre a que era el lugar de reunión de caballeros y monteros, jaurías y caballos que se producían cuando el rey se disponía a salir de caza hacia la marisma, entonces mucho más próxima a Sevilla. Antiguamente con el nombre de Patio de la Montería se designaba a este patio a también al Patio del León.
Las hiedras, buganvillas rosales, lantanas, pacíficos, cipreses, oreja de elefante, una platanera y setos de granado y mirto constituyen la escasa vegetación del patio.